# Audace Taranto
Audace Taranto – włoski klub piłkarski, mający swoją siedzibę w mieście Tarent, na południu kraju.

## Historia
Chronologia nazw:
- 1911: Audace Foot-Ball Club
- 11.07.1927: klub rozwiązano – po fuzji z SS Pro Italia tworząc AS Taranto
- 1944: Audace Football Club 1911 – po anulowaniu fuzji z AS Taranto
- 21.06.1946: klub rozwiązano – po fuzji z SS Pro Italia tworząc AS Taranto

Piłkarski klub Audace Foot-Ball Club został założony w Tarent w lutym 1911 roku. Początkowo występował w turniejach regionalnych, przeważnie w nieoficjalnych. Po reorganizacji systemu rozgrywek w 1921 debiutował w Prima Divisione. W pierwszym sezonie na najwyższym poziomie zwyciężył w grupie pugliese, a potem przegrał w półfinale Lega Sud. W następnym sezonie 1922/23 zajął trzecie miejsce w grupie pugliese. W sezonie 1923/24 ponownie zwyciężył w grupie pugliese, a potem przegrał w półfinale Lega Sud. W 1925 i 1926 był trzecim w grupie pugliese. W sezonie 1926/27 zajął 8.miejsce w grupie D. 11 lipca 1927 klub połączył się z SS Pro Italia tworząc AS Taranto.
19 lutego 1937 roku powstał klub Fasci giovanili di combattimento Taranto, który startował w mistrzostwach regionalnych Prima Divisione w sezonie 1937/38, zmieniając swoją nazwę na Unione Sportiva Pro Italia, a następnie kończąc sezon na drugim miejscu w klasyfikacji generalnej i awansując do Serie C. W 1939 i 1940 był szóstym w grupie H Serie C. Latem 1940 roku klub dołączył do AS Taranto, po fuzji klub przyjął nazwę Unione Sportiva Taranto.
W 1944 po klub został reaktywowany po anulowaniu fuzji z Taranto Calcio. W sezonie 1944/45 jako Audace Football Club 1911 startował w Torneo misto pugliese i zdobył awans do Serie C. Klub został przydzielony do grupy E Serie C "Centro-Sud", w której zajął 3.miejsce i zdobył awans do Serie B. 21 czerwca 1946 klub został rozwiązany po fuzji z reaktywowanym SS Pro Italia, w wyniku czego powstał nowy AS Taranto.

## Sukcesy

### Trofea międzynarodowe
Nie uczestniczył w rozgrywkach europejskich (stan na 31-12-2016).

### Trofea krajowe
| \| \| Zdobyte trofea w rozgrywkach Włoch (stan na: 31-05-2017) \| |                                                          |      |                                        |
| Rozgrywki                                                         | Osiągnięcie                                              | Razy | Sezon(y)                               |
| · Mistrzostwo                                                     | I miejsce                                                | 0    |                                        |
| · Mistrzostwo                                                     | II miejsce                                               | 0    |                                        |
| · Mistrzostwo                                                     | III miejsce                                              | 0    |                                        |
| · Mistrzostwo                                                     | półfinalista                                             | 2    | 1921/22 (Lega Sud), 1923/24 (Lega Sud) |
| · Puchar                                                          | zdobywca                                                 | 0    |                                        |
| · Puchar                                                          | finalista                                                | 0    |                                        |
| II liga                                                           | I miejsce                                                | 0    |                                        |
| II liga                                                           | II miejsce                                               | 0    |                                        |
| II liga                                                           | III miejsce                                              | 0    |                                        |
| Włochy                                                            | Zdobyte trofea w rozgrywkach Włoch (stan na: 31-05-2017) |      |                                        |

## Stadion
Od 1925 klub rozgrywał swoje mecze domowe na stadionie Corvisea w Tarent. W latach 1911–1915 grał na boisku przy Piazza d'Armi, a potem na Campo del Regio Arsenale.